# Europa deze week
Van maart tot juli 2006 was Europa deze week een internetuitzending van de NOS dat te vergelijken is met een normaal radioprogramma, maar dan via internet. Europa deze week bracht het nieuws van de afgelopen week uit Brussel. Maar het programma zond ook reportages uit over muziek, cultuur, de 'gewone' Europeanen en politiek. Elke zondagavond was er een nieuwe uitzending beschikbaar via de website van de NOS.
Het programma werd gemaakt door Gert-Jan Dennekamp en Bert van Slooten.